# Paul LePage

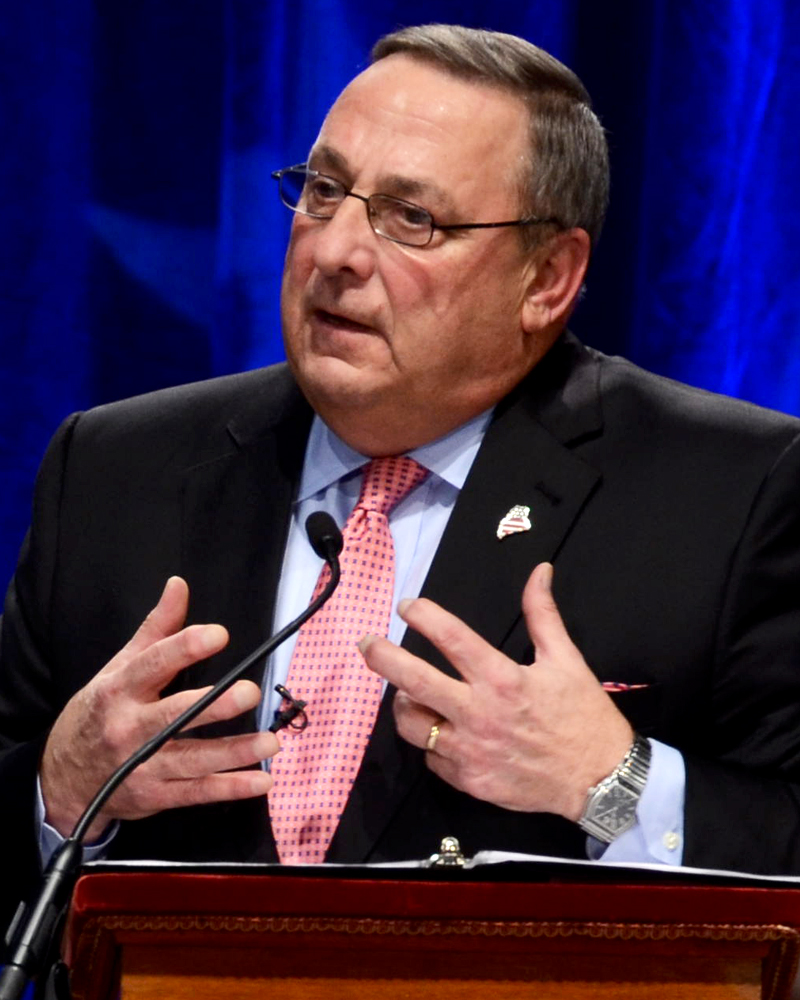
Paul LePage (2015)

Paul LePage (* 9. Oktober 1948 in Lewiston, Maine) ist ein US-amerikanischer Politiker der Republikanischen Partei. Er war von Januar 2011 bis Januar 2019 Gouverneur des Bundesstaats Maine.

## Leben

### Werdegang
Paul LePage wuchs in einer Großfamilie auf; er ist der Älteste von 18 Geschwistern und Halbgeschwistern. LePage, dessen Eltern aus Französisch-Kanada in die USA eingewandert waren, sprach in seinem Elternhaus ausschließlich Französisch und lernte erst auf dem College Englisch. Als Kind wurde er von seinem strengen Vater oft geschlagen, so dass er im Alter von elf Jahren von zu Hause fortlief und danach rund zwei Jahre als Obdachloser in den Straßen seiner Heimatstadt Lewiston lebte. Er verdiente zunächst als Schuhputzer seinen Lebensunterhalt, später als Tellerwäscher in einem Café und reinigte auch Lastkraftwagen für ein Transportunternehmen. Weitere Gelegenheitsjobs in einer Fleisch verarbeitenden Fabrik, als Koch und Barkeeper folgten.
LePage bewarb sich nach der Highschool für einen Studienplatz an der Husson University in Bangor (Maine), wurde jedoch auf Grund seiner mangelnden Englischkenntnisse abgewiesen. Der Intervention von Peter Snowe, dem ersten Ehemann der späteren US-Senatorin Olympia Snowe, war es zu verdanken, dass LePage die Aufnahmeprüfung auf Französisch schreiben durfte. An der Husson University lernte LePage Englisch, schrieb für die Studentenzeitung und wurde später deren Chefredakteur. Er machte einen Abschluss in Betriebswirtschaftslehre, wechselte im Anschluss an die University of Maine und erwarb dort den Master of Business Administration.
1996 wurde LePage Geschäftsführer von Marden’s Surplus and Salvage, einer Supermarktkette. Mit dem so ersparten Geld gründete er LePage and Kasevich, ein Unternehmensberatungsbüro für Firmen und Banken.
Er ist mit Ann LePage verheiratet.

### Politische Laufbahn
Nachdem er zwei Legislaturperioden im Stadtrat gedient hatte, kandidierte LePage 2003 mit Erfolg für das Amt des Bürgermeisters der 15.000 Einwohner zählenden Kleinstadt Waterville in Maine. Als Bürgermeister senkte er die Steuern, war für eine umfangreiche Verwaltungsreform zuständig und konnte das Kapital der Stadt von einer Million Dollar auf rund zehn Millionen Dollar erhöhen.
Im September 2009 gab LePage bekannt, für das Amt des Gouverneurs von Maine zu kandidieren. Er konnte in der parteiinternen Vorwahl neun republikanische Mitbewerber, darunter Peter Mills, den Kandidaten der Republikaner von 2006, hinter sich lassen. Bei der eigentlichen Wahl am 2. November 2010 gewann LePage diese mit rund 38 Prozent der Wählerstimmen. Dies genügte, da neben der Demokratin Libby Mitchell noch drei unabhängige Kandidaten antraten. Eliot Cutler, einer von LePages unabhängigen Konkurrenten, belegte mit knapp 8000 Stimmen Rückstand und einem Anteil von 36,7 Prozent den zweiten Platz; Mitchell wurde Dritte. Am 5. Januar 2011 wurde LePage als Nachfolger von John Baldacci in sein Amt eingeführt. Als sein Stellvertreter fungiert Kevin Raye, Präsident des Staatssenats, da es den Posten eines Vizegouverneurs in Maine nicht gibt. Bei der Gouverneurswahl am 5. November 2014 wurde LePage wiedergewählt und trat im Januar 2015 eine weitere Amtszeit an.
LePage sprach sich im Rahmen der republikanischen Vorwahl zur Präsidentschaftswahl 2016 für seinen Gouverneurskollegen aus New Jersey, Chris Christie, aus. Nachdem dieser sich im Februar 2016 aus dem Rennen zurückgezogen hatte, gaben sowohl LePage als auch Christie ihre Unterstützung für den später siegreichen Donald Trump bekannt. Nachdem er sich einige Zeit mit dem Gedanken getragen hatte, bei der Wahl zum US-Senat 2018 anzutreten und dabei den Mandatsinhaber Angus King herauszufordern, entschied er sich im Mai 2017, im Gouverneursamt zu bleiben.
LePages Amtszeit als Gouverneur endete Anfang 2019. Er plante, sich aus der Politik zurückzuziehen und nach Florida überzusiedeln, wo er und seine Frau ein Ferienhaus haben, und dort an einer Universität zu lehren.
Für die Gouverneurswahl 2022 trat er erneut gegen seine Nachfolgerin Janet T. Mills an. Unter anderem griff er sie für ihre Maßnahmen während der COVID-19-Pandemie an.

## Positionen
Als Republikaner und Anhänger der Tea-Party-Bewegung vertritt LePage traditionell konservative Werte, ist gegen die Ehe zwischen gleichgeschlechtlichen Menschen, ist gegen Abtreibung und gegen mehr Einfluss aus Washington, D.C.
Paul LePage ist für kontroverse Aussagen und provokante Sprüche bekannt. Im Januar 2016 beschuldigte er Afroamerikaner und Hispanics, die aus New York City oder Connecticut anreisten, an dem Heroinproblem seines Bundesstaates schuld zu sein. Am 27. August 2016 bezeichnete er diese Bevölkerungsgruppen als „Feinde“ und legte indirekt nahe, dass man sie erschießen solle. Er forderte im Oktober 2016, dass Donald Trump als Präsident „autoritäre Macht“ (Authoritarian Power) ausüben solle.